# Bârla
Bârla est une commune roumaine située dans le județ d'Argeș.